# Eudorylas inferus
Eudorylas inferus är en tvåvingeart som beskrevs av Collin 1956. Eudorylas inferus ingår i släktet Eudorylas och familjen ögonflugor. Arten är reproducerande i Sverige. Inga underarter finns listade i Catalogue of Life.